# 細野雅世
細野 雅世（ほその まさよ、1978年1月5日 - ）は、日本の女性声優。マウスプロモーション所属。富山県出身。

## 来歴
勝田声優学院16期。
2000年、江崎プロダクション養成所入所。2002年にマウスプロモーション所属。

## 人物
方言は富山弁。
アニメ、外画、ゲーム、CDドラマなどで活躍している。
趣味・特技はカメラ、ドライブ。

## 出演
太字はメインキャラクター。

### テレビアニメ
2000年
- すてき!さくらママ（海野満）

2001年
- ガイスターズ FRACTIONS OF THE EARTH（クリス・ウェスタ、ターラ・シャマレル）
- 星界の戦旗II（囚人の女、トレクセス乗員A、女囚B、乗員）
- 名探偵コナン（2001年 - 2016年、女の子A、保育士、保母、川口元子）

2002年
- 王ドロボウJING
- 攻殻機動隊 STAND ALONE COMPLEX
- 東京アンダーグラウンド（管制官）
- NARUTO -ナルト-（2002年 - 2006年、少女、アヤメ、オンブ、フキ）
- パタパタ飛行船の冒険（母親）

2003年
- ウルトラマニアック（幼い王子）
- おねがい☆ツインズ（四道晴子の母）
- 君が望む永遠（女A）
- 最遊記シリーズ（2003年 - 2004年、悟浄〈少年時代〉、若女将、母親） - 2シリーズ
- スクラップド・プリンセス（オペレーター）
- D.C. 〜ダ・カーポ〜（男の子）
- デジガールPOP!（ルナ）

2004年
- 学園アリス（キツネ目君、美留来、フクロウ、ニワトリメカ）
- To Heart 〜Remember my Memories〜（生徒B）
- 美鳥の日々（悪ガキC）
- 妄想代理人（少年）
- 焼きたて!!ジャぱん（2004年 - 2005年、河内恭平、ピエロの母）

2005年
- 格闘美神 武龍（デビィ・クロファット）
- ギャラリーフェイク（女性）
- 地獄少女（社員）
- シュガシュガルーン（大崎春香、小坂先輩、シトロン）
- ハチミツとクローバー（事務員）

2006年
- 女子高生 GIRL'S-HIGH（絵里子の母）
- タマ&フレンズ 探せ!魔法のプニプニストーン（エミー王妃）
- .hack//Roots（メンバー）

2007年
- NARUTO -ナルト- 疾風伝（2007年 - 2017年、アヤメ、ミブナ）

2008年
- BLUE DRAGON 天界の七竜（スミノフ）

2010年
- サザエさん（2010年 - 2014年、鉄子）

2012年
- NARUTO -ナルト- SD ロック・リーの青春フルパワー忍伝（アヤメ）
- パパのいうことを聞きなさい!（保育士）

2017年
- パズドラクロス（イデア）
- BORUTO-ボルト- -NARUTO NEXT GENERATIONS-（アヤメ）

2018年
- ひそねとまそたん（ひそねの母）

### 劇場アニメ
- WXIII 機動警察パトレイバー[6]（2002年）
- ガイスターズ 命の章（2002年、クリス・ウェスタ）
- ガイスターズ 光の章（2002年、クリス・ウェスタ）
- 劇場版 NARUTO -ナルト- 大活劇!雪姫忍法帖だってばよ!!（2004年、子供）

### OVA
- 名探偵コナン 謎のすい星怪獣を追え!（2001年、レポーター）
- NARUTO -ナルト- 滝隠れの死闘 オレが英雄だってばよ!（2004年、シズク）
- 星界の戦旗III（2005年、リナ）

### Webアニメ
- マウスどうぶつえん（2018年、アルパカのまさよ）

### ゲーム
2001年
- センチメンタルグラフティ〜約束（同級生女子、悪ガキ2）

2003年
- 侍道2（町娘）
- SIMPLE2000シリーズ Vol.38 漢のためのバイブル THE友情アドベンチャー 〜炎多留・魂〜（砂根太陽〈子供時代〉）
- SNOW
- NARUTO -ナルト- ナルティメットヒーロー（アヤメ）

2004年
- 最遊記RELOAD（幼少の悟浄）
- 3年B組金八先生 伝説の教壇に立て!（久住あい）
- センチメンタルプレリュード
- フルハウスキス（江見瞳子）
- 放課後のLove Beat（響ルカ）
- ルパン三世 コロンブスの遺産は朱に染まる（女性職員）

2005年
- エウレカセブン TR1:NEW WAVE（アナウンサー）
- killer7（アヤメ）
- キングダム ハーツII
- NARUTO -ナルト- うずまき忍伝（神楽かりん）

2006年
- かまいたちの夜2 特別編（小林真理）
- ガンパレード・オーケストラ
- 戦国BASARA2（子供、その他）
- フルハウスキス2（江見瞳子、女子生徒）

2007年
- 忌火起草
- 降魔霊符伝イヅナ 弐（サユリ、ナミ、ウメ、アルテ、タツトシ、コロナ、ナズナ、アズキ、ヒメユリ、ツキ、レンゲ）
- 戦国BASARA2 英雄外伝（子供、その他）

2008年
- 侍道3（村人、町娘、子供）
- 装星機ガジェットロボ（速水ゲンキ）
- Dark Mist The Depths of Darkness（アルテミス・シャドウ）
- 12RIVEN -the Ψcliminal of integral-
- 花宵ロマネスク 愛と哀しみ－それは君のためのアリア（羽月真帆）

2009年
- ウィザードリィ 囚われし魂の迷宮（シーイン）

2010年
- 剣と魔法と学園モノ。3（フェアリー・男、ドワーフ・女）
- NARUTO -ナルト- ナルティメットストーム2（アヤメ）

2012年
- ゲームでも、パパのいうことを聞きなさい!（保育士）

2018年
- 装甲娘（アラヒナ ユウカ）

2020年
- 装甲娘 ミゼレムクライシス（ウォーリアー）

### ドラマCD
- GetBackers-奪還屋-神の記述編 1 〜Divine Revelation〜（子供）
- トリニティ・ブラッド センチメンタル・アドベンチャー 2（ヴァンパイア）
- 最遊記RELOAD ヘイゼル編（母親）
- シノビライフ（猫田）
- 低俗霊DAYDREAM（子供）
- 花宵ロマネスク 罪の果実と僕と羽（羽月真帆）
- ながされて藍蘭島（からあげ、とんかつ、カモカモ）
- NARUTO -ナルト- ドラマCDシリーズ 巻ノ弐（アヤメ）
- B.A.D. 嗤う髑髏（山下優紀子）
- planetarian 〜ちいさなほしのゆめ〜（エレノア）
- MAUSU THEATER

### BLCD
- 顔のない男（少女）
- きみのとなりで眠りたい（雅人）
- コイ茶のお作法（女子生徒）
- 子連れオオカミ（幼少期の旭）
- 恋はいつも嵐のように+（長谷川瑞基の姉）
- トライアングル・ラブ・バトル 〜くされ縁の法則〜（女子）
- 背徳のラブvシック（女性客B）

### 吹き替え

#### 映画
- アイス・プリンセス
- アイドルとデートする方法
- 悪女
- アクトレス
- 穴/HOLES
- アメリカン・パイ3:ウェディング大作戦
- アラモ
- アンドロメダ…（電話の声）
- アンネ・フランク
- イブラヒムおじさんとコーランの花たち（モモの母親）
- イン・ザ・ベッドルーム
- イントルーダー 侵入者（ステラ）
- イン・ハー・シューズ
- ヴィッキー・チャオのマイ・ドリーム・ガール
- ウェルカム!ヘヴン
- ヴェロニカ・ゲリン
- エブリデイ・イズ・バレンタイン
- エントランス
- オーバー・ザ・レインボー
- 俺たちニュースキャスター
- おわらない物語 アビバの場合
- ガーフィールド ザ・ムービー（女性客B）
- カレの嘘と彼女のヒミツ
- 気まぐれな唇
- キャプテン・ウルフ
- キューティ・バニー
- クローサー
- グローリー・ロード
- ゴシカ
- コニー&カーラ
- サラマンダー
- サンキュー、ボーイズ
- 幸せの1ページ
- シェフと素顔と、おいしい時間
- JUST FOR KICKS/ジャスト・フォー・キックス（デュラン）
- 少林寺2（大鳳〈マー・チン〉）
- ジョンQ -最後の決断-（ジュリー・バード）※テレビ版
- スーパーサイズ・ミー
- スイート・ライフ/ザ・ムービー（ザック）
- スノーホワイト/白雪姫 ※NHK版
- スパイダーマン3
- スラッシュ!
- 世界で一番パパが好き!
- セックス・アンド・ザ・シティ（ブレディ）
- セックス・アンド・ザ・シティ2
- 72M
- セレブリティ
- ゾンヴァイア 死霊大血戦
- チャーリーズ・エンジェル フルスロットル（未来のエンジェル）※劇場公開・ソフト版
- 天才チンパンジー ジャック アイスホッケーの友情（タラ）
- トルク
- NAKED 凌辱の森（ローズ）
- ハービー/機械じかけのキューピッド
- バーレスク（ジョージア）
- ハイウェイマン（アレクサンドラ）※DVD版
- パニッシャー（ウィル・キャッスル〈マーカス・ジョーンズ〉）
- ハリー・ポッターと炎のゴブレット
- ひみつの番人（リアの姉）※ビデオ版
- ヒップホップ・プレジデント
- ヒトラー 〜最期の12日間〜（ヘルガ・ゲッベルス）
- ファンタジー・ファクトリー（メラニー）
- フード・ボーイ 秘密のパワー（シェルビー）
- フットルース（エリエル・ムーア〈ロリ・シンガー〉）※ソフト版
- プロヴァンスの贈りもの（クリスティ）
- プロフェシー
- ベッドタイム・ストーリー
- マレーナ
- 名犬ラッシー/ロッキーを越えて（シェーン・シヌシコ）※DVD版
- ライセンス・トゥ・ウェディング（シュリー）
- ル・ディヴォース/パリに恋して（ジェニー）
- ルパン（アンリエット・ルパン〈マリー・ビュネル〉）

#### ドラマ
- iCarly（フィールダー先生）
- アイ・スパイ（女性）
- エコモダ〜愛と情熱の社長室（ジェニー・ガルシア）
- S.A.S. 英国特殊部隊（キャロライン・ウォルシュ大尉）
- グレイズ・アナトミー 恋の解剖学（クレア）
- クローザー
- コールドケース 迷宮事件簿（エリッサ）
- ザ・ホワイトハウス4（ローレン・チン）
- 三国志 国際スタンダード版（甘夫人）
- 少年黄飛鴻 ヤング・ホァン・フェイホン・ストーリー（シーサンイー）
- スイート・ライフ（ザック）
- スイート・ライフ オン・クルーズ（ザック）
- スパイ大作戦
- セイディ my ダイアリー（チェルシー）
- ソウルメイト（ユジン）
- ダナ&ルー リッテンハウス女性クリニック
- 24 -TWENTY FOUR-（ニコール・パーマー）
- バトルスター ギャラクティカ サイロンの攻撃
- 4400 未知からの生還者（ニッキー・ハドソン〈ブルック・ネヴィン〉）
- プライベート・プラクティス3（タミー）
- プライベート・プラクティス4（トレイシー）
- ベティ〜愛と裏切りの秘書室（ジェニー・ガルシア）
- 冒険王 キング・オブ・ヒーロー（小喬）
- BONES（リリー・ステグマン）Season 4 #9
- ミディアム4 霊能者アリソン・デュボア（マイラ） #5
- ミディアム5 霊能者アリソン・デュボア（サマンサ・エモリー〈アナスタシア・グリフィス〉） #16
- 名探偵モンク
- リジー&Lizzie（メリーナ）

#### アニメ
- おさるのジョージ（ベッツィー）
- 劇場版ミッフィー どうぶつえんで宝さがし（グランティ[7]）
- ジャングル・ブック2
- シンドバッド 7つの海の伝説
- ドックはおもちゃドクター（ラミー）
- ドックのおもちゃびょういん（ラミー）
- ハウス・オブ・マウス（白雪姫）
- ビリー&マンディ（ビリーのママ、エリス 他）
- ブンブン・マギー（マリア）
- ベビー・ルーニー・テューンズ（ベビー・ローラ）
- ヘラクレス（女性）
- ライオン・キング3 ハクナ・マタタ（白雪姫）
- ワンダー・ペッツ（ミンミン）

### ボイスオーバー
- スイブルスイーパーG2
- ビリーズブートキャンプ

### テレビドラマ
- 3年B組金八先生 第8シリーズ（2007年、TBS、第16話） - ラジオDJ

### 舞台
- マウスプロモーション 本公演

### その他コンテンツ
- つくばエキスポセンタープラネタリウム番組「明るい方へ〜影絵と星のファンタジー」
- パーパーニャキニャキ!?（ナレーション）
- WAOのe★トレ教員採用試験対策（ナレーション）